# Hainvillers
Hainvillers é uma comuna francesa na região administrativa de Altos da França, no departamento de Oise. Estende-se por uma área de 2,96 km². Em 2010 a comuna tinha 83 habitantes (densidade: 28 hab./km²).